# SR-3 Vikhr
Le SR-3 Vikhr (СР-3 Вихрь, russe pour "tourbillon") est un fusil d'assaut compact russe 9 × 39 mm. Il a été développé par AD Borisov, VN Levchenko et A. Tyshlykov au TsNIITochMash (Institut Central de Recherche sur la Construction de Machines de Précision) au début des années 1990 et a été fabriqué en 1994. Fortement basé sur l'AS Val, mais dépourvu de silencieux intégré, il possède une crosse pliante nouvellement conçue et une poignée de chargement pour faciliter le transport dissimulé. L'abréviation "SR" signifie "spetsialnaya razrabotka" - développement spécial.
Parce que le SR-3 Vikhr est une arme plutôt chère pour sa petite taille et son poids, il n'a pas été produit en série pour l'armée russe. Il était principalement utilisé par les forces d'opérations spéciales russes et pour la sécurité de certains responsables gouvernementaux.

## Histoire
Après l'adoption du SR-3 Vikhr, le FSB a établi de nouvelles exigences opérationnelles dans le but de combiner les qualités du SR-3, de l'AS Val et du VSS Vintorez, aboutissant à une nouvelle variante désignée sous le nom de SR-3M ( СР-3М ).

## Caractéristiques

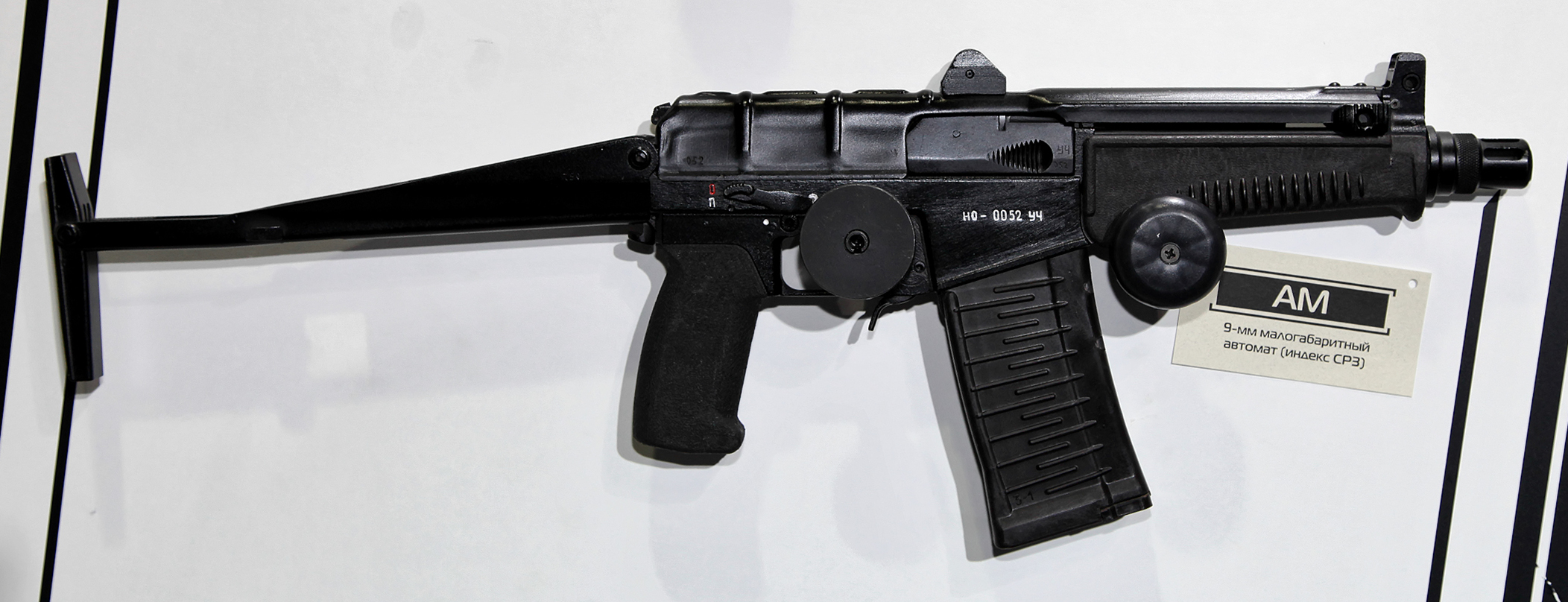
Une vue du côté droit du SR-3

Le SR-3 est un fusil d'assaut compact chambré dans une cartouche subsonique 9 × 39 mm. Il est principalement utilisé avec les munitions perforantes SP-6 avec un pénétrateur en acier trempé, qui peut pénétrer une plaque d'acier de 6 mm à une distance de 200 mètres. Parallèlement au SP-6, une munition à billes SP-5 à moindre coût avec une balle lourde et des munitions PAB-9 est également utilisée. Le SR-3 est basé sur l'AS Val, mais n'a pas le suppresseur intégré. De ce fait, il est beaucoup plus compact que l'AS Val.
Le SR-3 est une action à tir sélectif avec un piston à longue course. Il utilise le même groupe de verrous rotatifs que l'AS Val et tire à partir d'un verrou fermé. Il a une crosse plus compacte et rabattable sur le dessus et une vue arrière rabattable simplifiée qui peut être réglée à 100 mètres ou 200 mètres de distance par rapport à l'AS Val. L'unité de détente est généralement la même que dans l'AS Val, mais la sécurité de type AK est remplacée par un levier ambidextre au-dessus de la crosse du pistolet. Le sélecteur de mode de tir est de type à bouton-poussoir à boulon croisé et situé derrière la gâchette, à l'intérieur du pontet.  

## Variantes

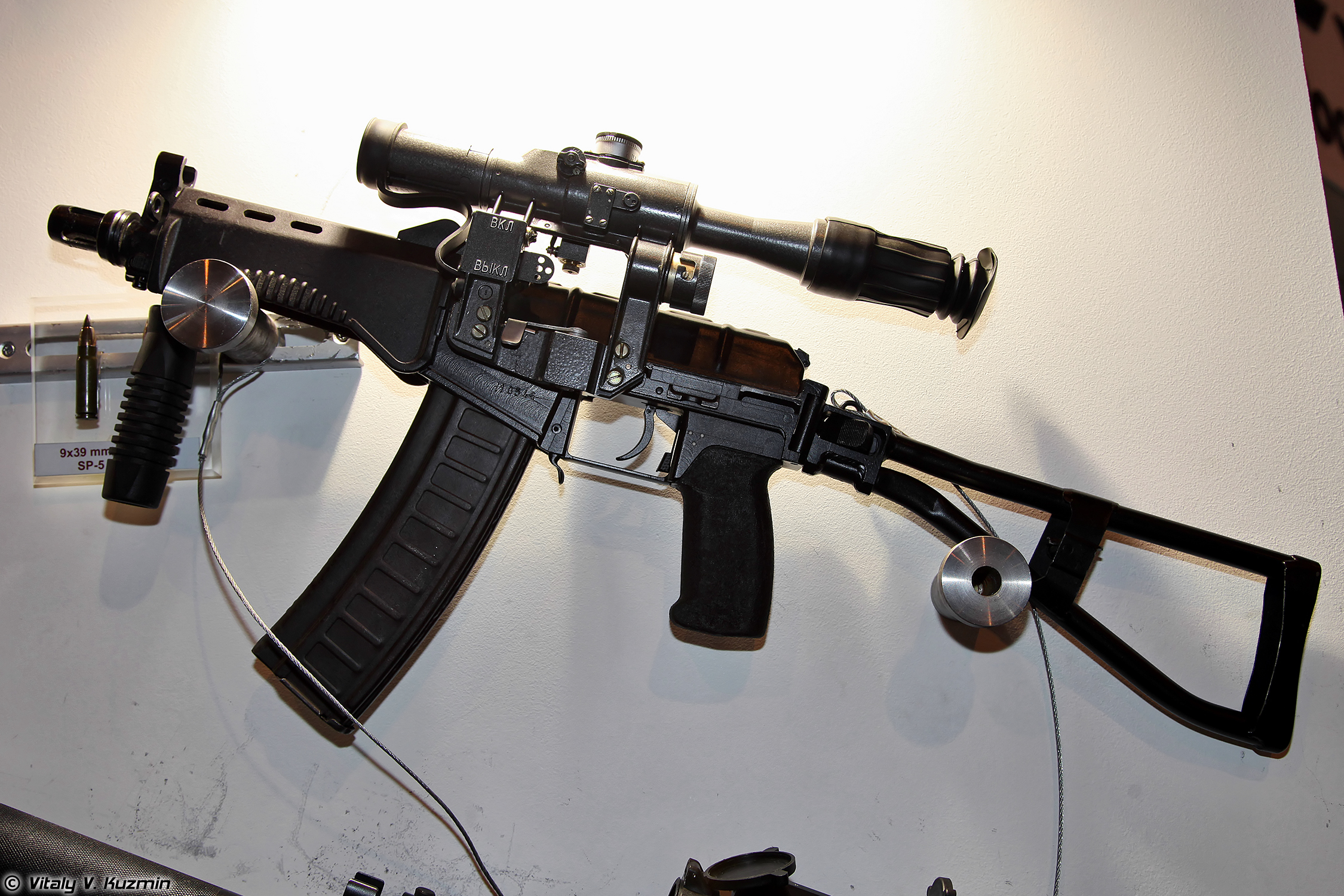
SR-3M équipé d'une lunette PSO-1

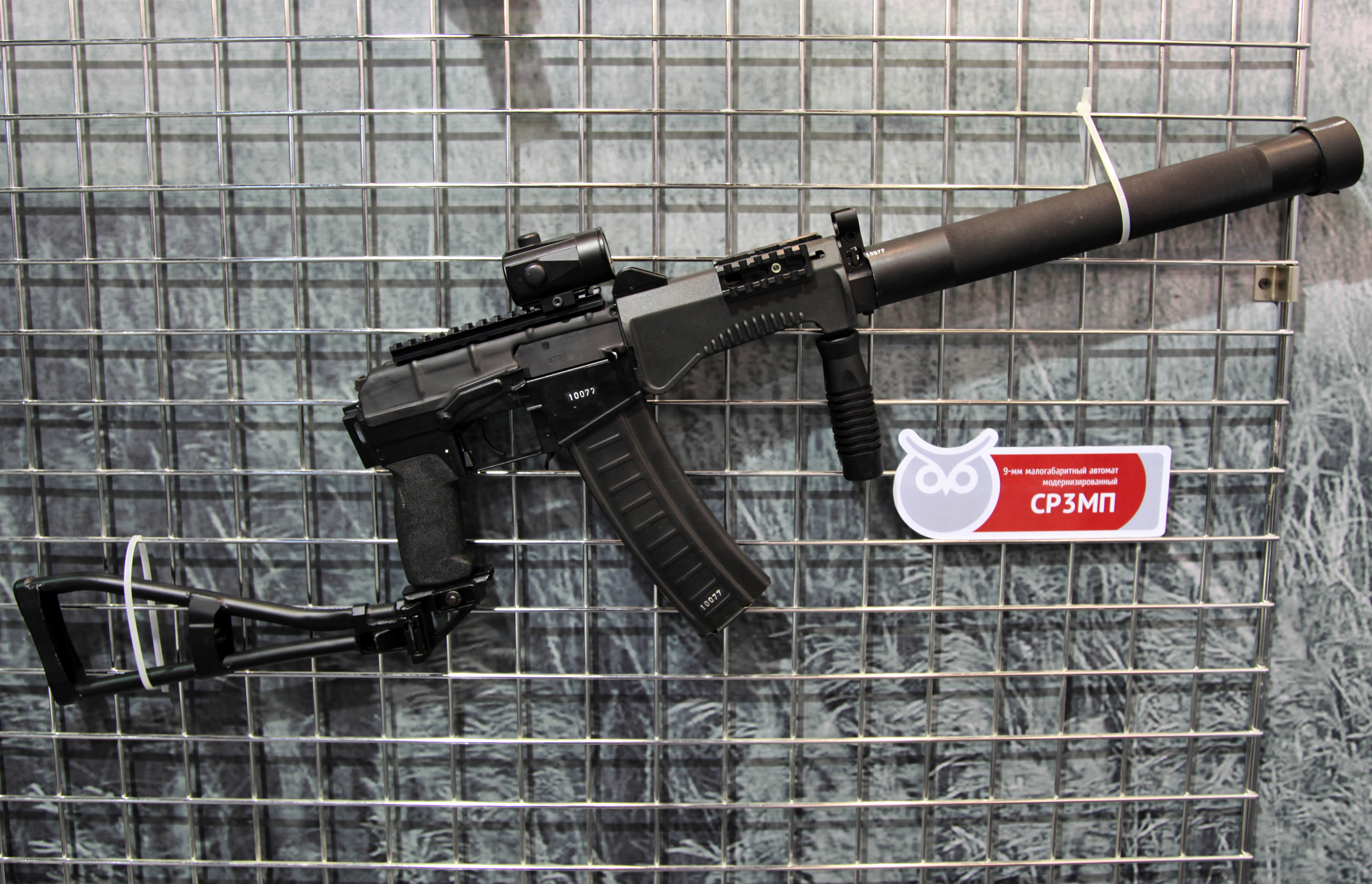
SR-3MP équipé d'un viseur optique et d'un suppresseur. Notez que la crosse est attachée sous la poignée du pistolet

### SR-3M
Le SR-3M est une variante modernisée du SR-3 Vikhr. Il reçoit un corps en polymère amélioré, une poignée de chargement plus pratique, des commandes de style AS (levier de sécurité, le sélecteur semi-automatique/entièrement automatique se trouve à l'intérieur du pontet), une crosse repliable latéralement de style AS, un garde-main redessiné avec une poignée avant repliable et où se trouve maintenant la mire arrière, un suppresseur à détachement rapide spécialement développé, un support de rail du Pacte de Varsovie et un nouveau chargeur d'une capacité de 30 coups qui fournit une alimentation plus fiable lors d'un tir automatique tout en restant compatible avec le Chargeurs de 10 et 20 coups du SR-3, de l'AS Val et du VSS Vintorez. Il convient également de mentionner que le chargeur 30 coups est également compatible avec l'AS Val et le VSS Vintorez. Il a été commandé en mai 2021 par un pays étranger anonyme,,,. 

### SR-3MP
Le SR-3MP est une nouvelle modernisation du SR-3M. Il dispose d'un nouveau support de rail en queue d'aronde pour le montage de divers viseurs optiques. Le garde-main reçoit deux rails Picatinny de chaque côté pour le montage de viseurs laser, de lampes de poche tactiques et d'autres accessoires tactiques. Un rail supplémentaire est ajouté sous la poignée du pistolet pour que la crosse pliante soit montée pour les opérateurs qui portent un masque intégral, un casque pare-balles ou un équipement de vision nocturne pour pouvoir toujours viser par l'épaule sans que la crosse ne pénètre dans le façon. 

## Galerie

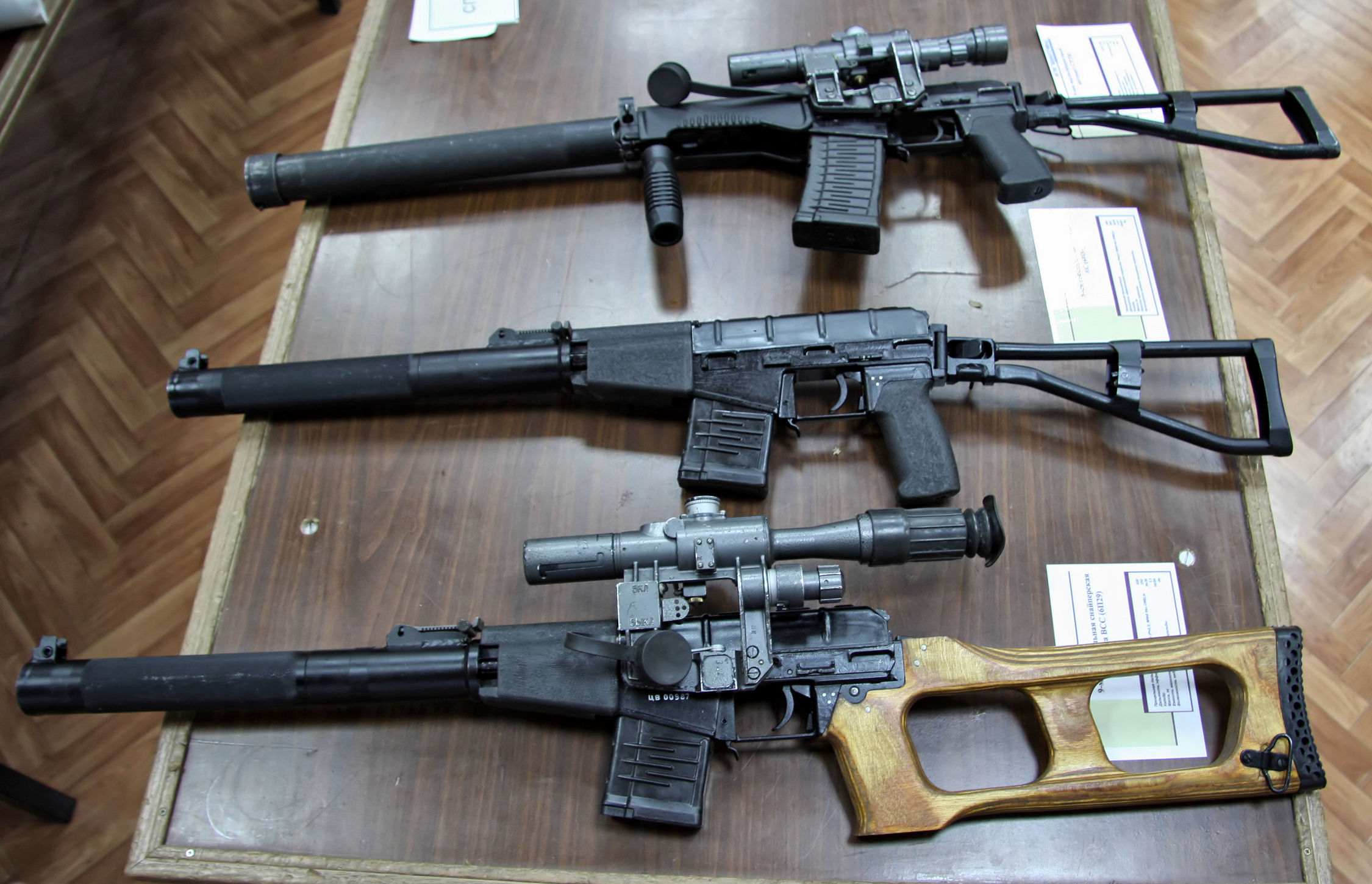
Le SR-3M (en haut), l'AS Val (au milieu) et le VSS Vintorez (en bas)
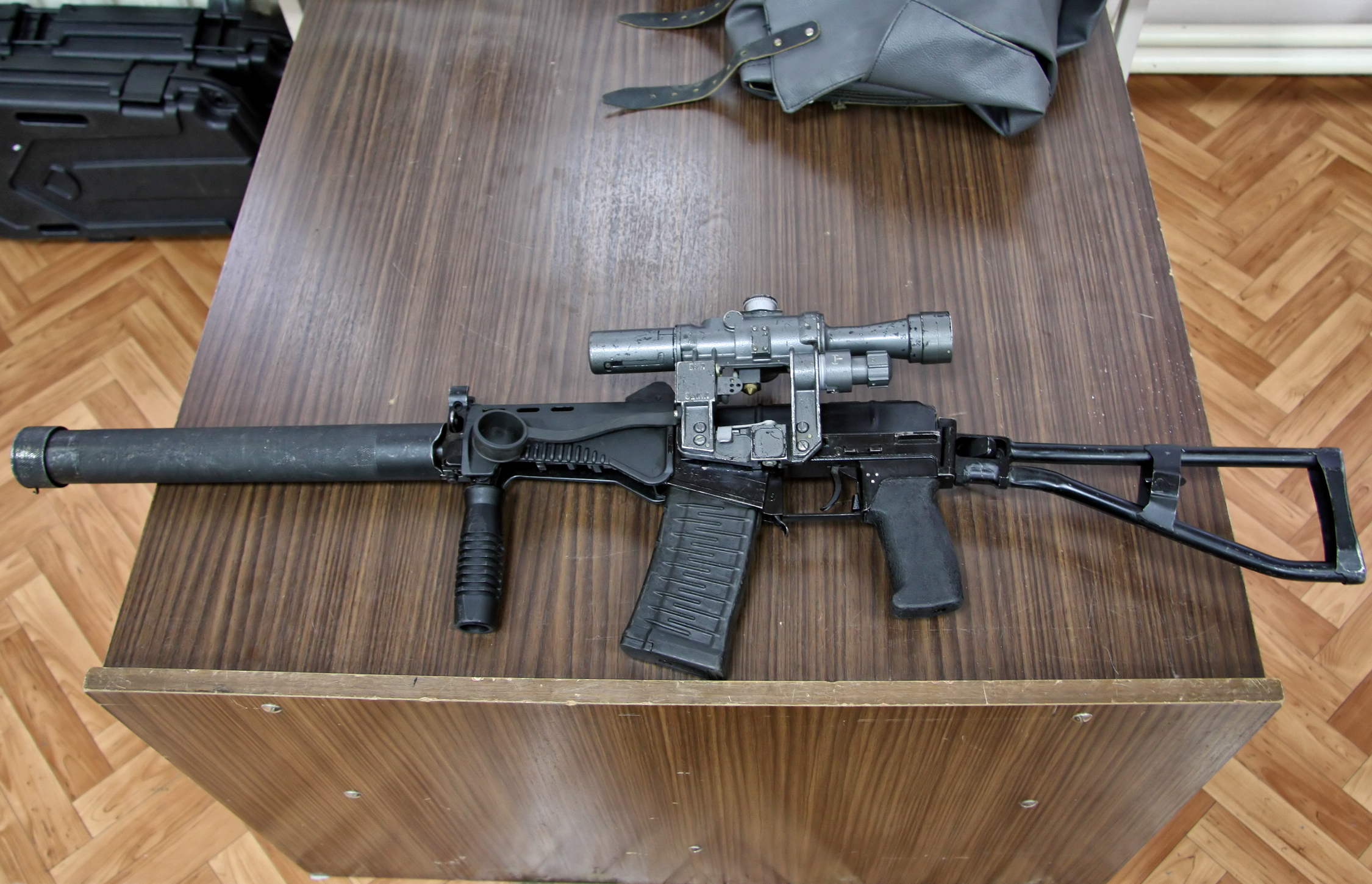
Une vue du côté gauche du SR-3M équipé d'un silencieux et d'une lunette PSO-1
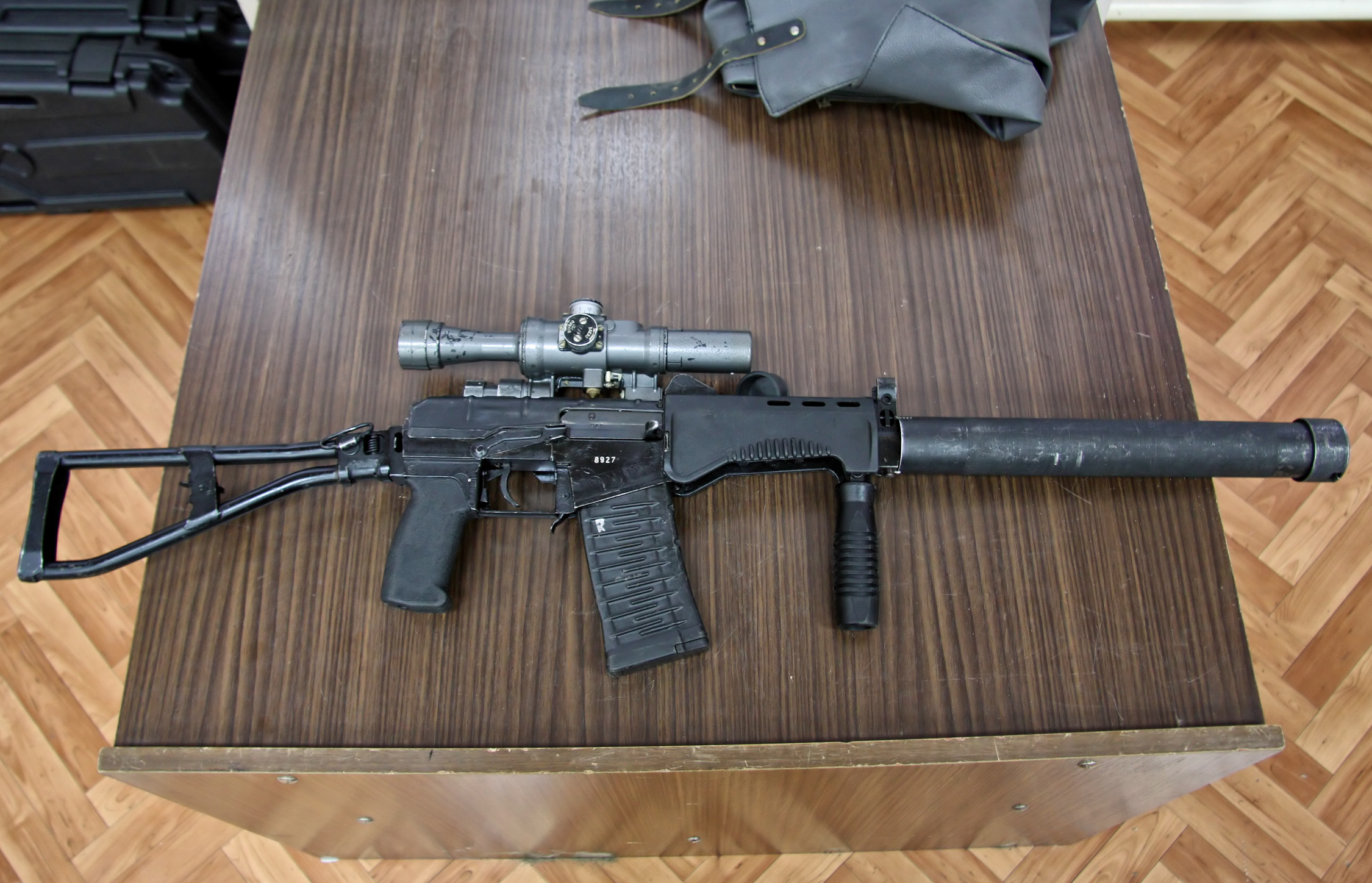
Une vue du côté droit du SR-3M équipé d'un silencieux et d'une lunette PSO-1
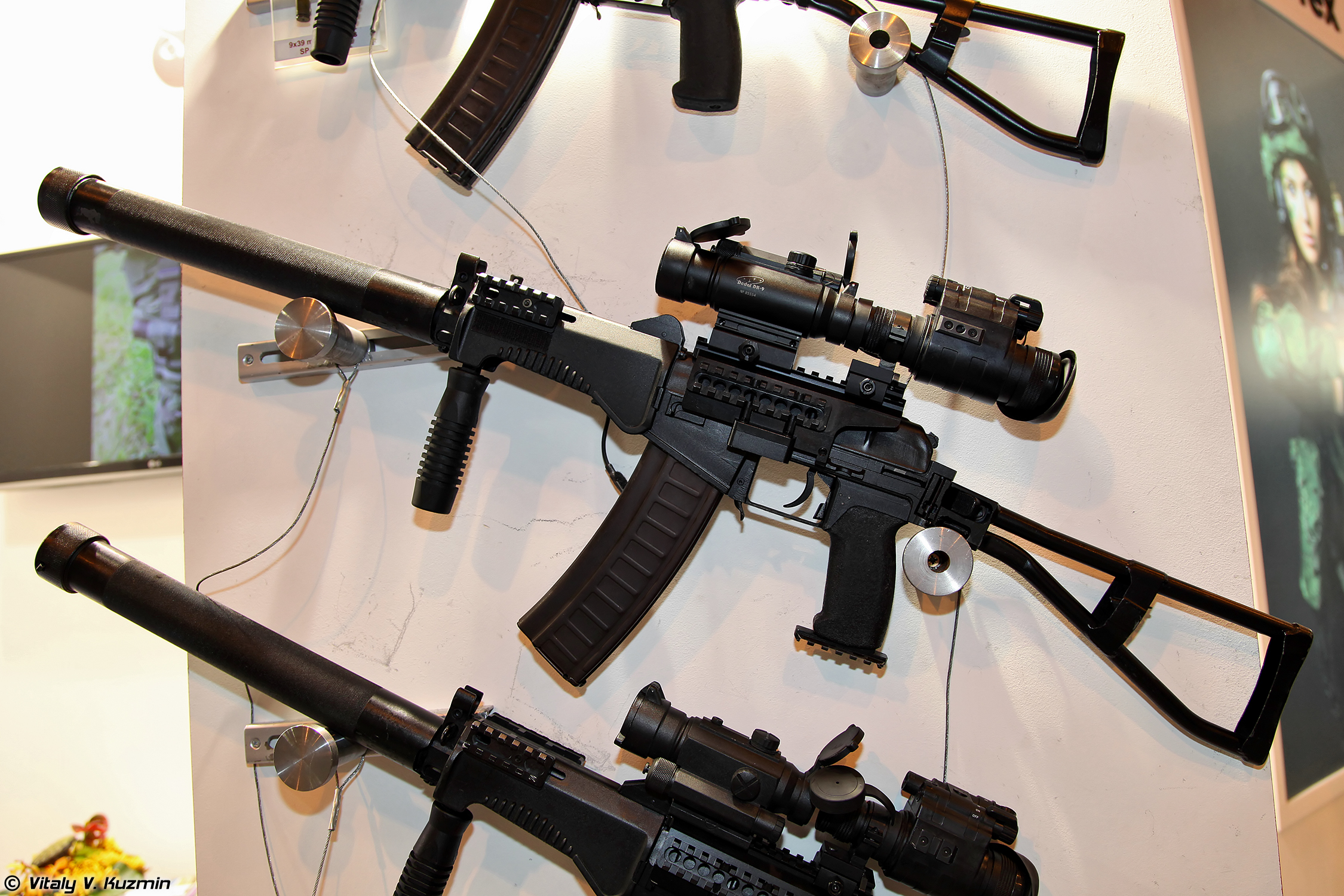
Le SR-3MP équipé d'un suppresseur et d'un viseur optique via son nouveau montage sur rail en queue d'aronde

## Utilisateurs
Russie: Utilisé par le Service fédéral de sécurité de la fédération de Russie